# Pemanos
Os Pemanos (em latim), Paemani, também Faemani ou Poemani) eram um pequeno povo celto-germânico da Gália Belga, instalado nas Ardenas. O mais provável é que tenham se localizado onde é hoje a região de Famenne no centro de Valônia. A região é conhecida por seus megalitos neolíticos. O próprio nome de Famenne deriva de Paemani.

## Dados históricos
Nos são conhecidos graças a uma menção de Júlio César no livro II de seus Comentários à guerra das Gálias. Informado dos preparativos e manobras militares dos povos belgas contra as legiões romanas, perguntou a seus aliados os remos, que tamanho tinha cada um destes povos alçados contra ele e, a respeito dos Pemanos, disseram os Remos 

## Wikisource
- Júlio César, Comentarios a la guerra de las Galias, Libro II (en inglés)